# Xiangzhou (Zhuhai)

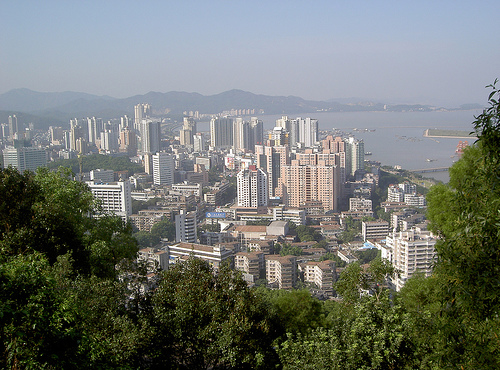
Skyline von Xiangzhou

Der Stadtbezirk Xiangzhou (chinesisch 香洲区, Pinyin Xiāngzhōu Qū, Jyutping hoeng1 zau1 keoi1) ist ein Stadtbezirk der bezirksfreien Stadt Zhuhai in der chinesischen Provinz Guangdong. Er hat eine Fläche von 550,8 km² und zählt 1.384.317 Einwohner (Stand: Zensus 2020). Er ist Zentrum und Sitz der Stadtregierung von Zhuhai.

## Administrative Gliederung
Auf Gemeindeebene setzt sich der Stadtbezirk aus acht Straßenvierteln und sechs Großgemeinden zusammen. 